# 16 Лебедя
16 Лебедя (16 Cygni) — тройная звёздная система, находящаяся примерно в 70 световых годах от Земли в созвездии Лебедя. Система состоит из двух похожих на Солнце жёлтых карликов и тусклого красного карлика. В 1996 году у компонента 16 Лебедя B была обнаружена экзопланета.

## Система
16 Лебедя является иерархической тройной системой. Звёзды A и C составляют двойную систему. Их элементы орбиты неизвестны, в проекции их разделяет 73 астрономические единицы. На расстоянии 860 а. е. от компонента A располагается третий компонент системы — звезда 16 Лебедя B. Согласно данным, полученным в 1999 году, компонент B обращается относительно пары AC с периодом от 18 000 до 1,3 млн лет, при этом большая полуось орбиты может иметь значения от 877 до 15 180 а. е.
Компоненты 16 Лебедя A и B подобны нашему Солнцу и являются жёлтыми карликами. Массы звёзд отличаются от солнечной на несколько процентов. Оценки возрастов обеих звёзд немного различаются, но можно с уверенность сказать, что обе намного старше Солнца, их возраст примерно 10 миллиардов лет. Гонсалес и др. в 2001 году, Рамирес и др. в 2011 году и Туччи Мйя и др. в 2014 году обнаружили разницу в металличности между двумя жёлтыми карликами XO-2 в 0,04 dex.
О компоненте 16 Лебедя С известно лишь то, что он скорее всего является красным карликом.

## Планета

Орбиты 16 Лебедя Bb в сравнении с орбитами планет Солнечной системы

В 1996 году у 16 Лебедя B была обнаружена экзопланета 16 Лебедя B b. Как и для большинства обнаруженных экзопланет применялся метод анализа изменения лучевой скорости звезды, дающий лишь нижнюю границу массы планеты: 1,68 масс Юпитера в данном случае. В отличие от планет Солнечной системы, планета имеет сильно вытянутую орбиту. Планета обращается вокруг звезды за 799 суток, максимально приближаясь на 0,54 а. е. в периастре и максимально удаляясь на 2,8 а. е. в апоастре.
В 1999 году с помощью планетного радиолокатора, расположенного в Крыму под Евпаторией, в направлении 16 Лебедя и нескольких похожих на Солнце звёзд было отправлено радиопослание Cosmic Call 1. В ноябре 2069 года послание должно достигнуть 16 Лебедя.

## Ближайшее окружение звезды
Следующие звёздные системы находятся на расстоянии в пределах 20 световых лет от 16 Лебедя:
| Звезда     | Спектральный класс | Расстояние, св. лет |
| θ Лебедя   | F4 V-IV / ?        | 9,2                 |
| MV Дракона | G8 V-IV            | 11                  |
| HD 185414  | G0 V               | 12                  |
| HD 179958  | G4-6 V / G4-6 V    | 13                  |
| HD 184960  | F7 V               | 14                  |
| HD 195987  | G9 V / ?           | 16                  |
| HD 190771  | G5 V-IV / ?        | 17                  |
| HD 175225  | G9 IVa             | 19                  |
| HD 168009  | G2 V               | 20                  |